# Iglesia de San Mateo (Figueroles)
La iglesia de San Mateo de Figueroles, es un lugar de culto ubicado en pleno núcleo poblacional de Figueroles, en la plaza de la Iglesia, es un edificio catalogado como Bien de Relevancia Local, según la Disposición Adicional Quinta de la Ley 5/2007, de 9 de febrero, de la Generalitat, de modificación de la Ley 4/1998, de 11 de junio, del Patrimonio Cultural Valenciano (DOCV Núm. 5.449 / 13/02/2007), con código identificativo 12.04.060-001.

## Descripción histórico-artística
Se trata de una iglesia construida siguiendo los cánones del estilo renacentista y datada entre 1640 y 1651. Presenta una torre campanario unida al edificio de la iglesia en el cual puede contemplarse un reloj de sol con una inscripción en la que se hace referencia al apodo que reciben los habitantes del pueblo: “Escalda-sants”.
En su interior pueden contemplarse retablos de madera pertenecientes a los siglos XVII y XVIII, así como lienzos de diversos períodos artísticos, muchos de ellos restaurados por la Diputación de Castellón.
El templo es de una sola nave y presenta una amplia fachada, y fue restaurado entre 1993 y 2003.
El campanario, de planta cuadrada y acabado en un tejado de tejas azules con veleta, presenta una altura de 25 metros y su construcción se data en 1793, habiéndose restaurado en 2003, junto con los otros trabajos de restauración de la iglesia.
La iglesia pertenece a la Diócesis de Segorbe-Castellón y dentro de su organización se ubica en el arciprestazgo 14, conocido como San Vicente Ferrer, que tiene su sede principal en Lucena del Cid.